# Ľubomír Štecko
Ľubomír Štecko (* 29. ledna 1945, Pribylina) je slovenský dokumentarista. Společně s Jánem Pirohem a Miroslavem Šindelkou tvořil nastupující generaci, která počátkem osmdesátých let 20. století obohatila slovenskou dokumentární tvorbu.

## Život
Ľubomír Štecko studoval na SŠUP v Bratislavě a v roce 1972 ukončil obor filmová a televizní kamera na FAMU v Praze. Několik let pracoval ve Zpravodajském a Krátkém filmu jako kameraman a později se stal kameramanem a režisérem vlastních dokumentárních snímků. Podobně jako Ján Piroh, i Ľubomír Štecko byl v opozici vůči tradiční dokumentární tvorbě postavené na rekonstrukci.

## Charakteristika tvorby
Ve své tvorbě upřednostňoval spontánní bezprostřednost a důsledně směřoval k portrétům. Středem jeho uměleckého zájmu se stala psychologie a autentičnost. Společensko-politické konflikty se dostávaly do jeho filmů nepřímo. Pro Šteckovu tvorbu je charakteristické, že si volí dokumentaristicky nejtěžší témata. Nevyhledává žádné bizarní postavy nebo okrajové jevy, ale spíše lidi akceptované širokou veřejností. Ve svých filmech pracuje s principem mozaiky a výsledný portrét skládá z množství postřehů z prostředí, ve kterém postavy žijí. Velmi pozorně sleduje detaily jejich chování a nechává prostor pro rozhovory, které se stávají stěžejním zdrojem informací o hodnotách a charakterech. Sugestivní tvar děl pramení v jeho schopnosti zachytit atmosféru zákulisí. Reportážní pohotovost Šteckových filmů podmiňuje i skutečnost, že je sám jejich kameramanem.

### Osmdesátá léta
Štecko prosazuje reportážně pohotový a publicistický agresivní styl. Ve filmu Saso z roku 1985 rozvinul dramatický portrét technického pracovníka jaderné elektrárny v Jaslovských Bohunicích. Některé styčné body zařazují film do linie psychologického dokumentárního filmu, ale způsob utváření napětí připomíná poetiku reportáže. Šteckův hrdina zaujal civilností a hlubokým vnitřním nasazením. Podobně je to i v portrétu úspěšného, ale kontroverzního trenéra cyklistů Kamila Haťapky Vždy na špici (1986) a v portrétu stavebního mistra Najlepšie roky majstra Ľuptáka (1987).
Politické uvolnění koncem osmdesátých let umožnilo Šteckovi zpracovat mnohá, dosud tabuizovaná témata. Takovým dílem je nemilosrdný portrét zdravotní sestry z roku 1989, Sestrička. V tomto filmu lze sledovat vývoj postoje k povolání - i když původně šlo o poslání, po několika letech praxe začala nad soucitem, pochopením a pomocí převládat lhostejnost, nezájem a pasivita. Film sugestivně odkrývá osobní i sociální zázemí, důvody, které logicky vedou až ke krutým a nelidským postojům. Na příkladu jednoho osudu se režisérovi podařilo podat zprávu o stavu tehdejšího zdravotnictví.

### Devadesátá léta
V roce 1990 natočil Ľubomír Štecko celovečerní film Stanislav Babinský - život je nekompromisný bumerang (Stanislav Babinský - život je nekompromisní bumerang), který pojednává o slovenské aféře osmdesátých let. V ní byl bývalý ředitel Okresního průmyslového podniku v Trstené a předseda spotřebního družstva Jednota Stanislav Babinský odsouzen za rozkrádání majetku v socialistickém vlastnictví, přičemž do případu byli zapojeni i vysocí funkcionáři komunistické strany. Štecko zkoumá společenské, politické a etické pozadí této aféry a dotýká se tak i společensko-politických konfliktů. Neomezuje se však na černobílou diskreditaci režimu. Formou ankety mezi Babinského spolupracovníky a konfrontací faktů velmi jemně a citlivě vyzdvihuje smíření a pokoru před zlem v nejširších vrstvách.
O tři roky později natočil film Dom Malinovských (1993) a o rok později snímek Rudňany - na konci s dychom (1994). Tímto dílem navázal na sociálně-psychologickou tradici tvorby a dotkl se tématu likvidace dolů na Spiši a jeho dopadu na romskou komunitu.
Od počátku devadesátých letech působil ve Slovenské televizi jako redaktor, dramaturg, producent, vedoucí tvůrčí skupiny a jako hlavní dramaturg skupiny. Vedl i úspěšný cyklus Subjektív, který byl do jisté míry náhradou za úspěšné tituly Feničova cyklu FEBIO v Praze, ale i za díla Nadace pro film a sociologii. Na tomto programu spolupracoval i Tomáš Hučko. Po změně vedení Slovenské televize v listopadu 1994 tento cyklus zanikl.

### Současná tvorba
Ľubomír Štecko zaujal v roce 2013 celovečerním dokumentárním filmem Štvorec v kruhu alebo život medzi únikmi a snami (Čtverec v kruhu aneb život mezi úniky a sny), který měl premiéru na Febiofestu. Hlavním hrdinou je výtvarník Vladimír Ossif, který pochází z Prešova, ale v roce 1983 emigroval. Jeho díla jsou v zahraničí uznávána, ačkoliv na Slovensku ho široká veřejnost příliš nezná. Film zkoumá existenciální aspekty tohoto umělce, který se nedokázal spokojit s podlou podobou tvůrčí a občanské svobody během normalizace. Portrét této osobnosti je natočen stylem road movie – divák malíře sleduje v pařížském ateliéru, na výstavě v New Yorku, v jeho domě na Madagaskaru, ale vrací se s ním i na místa jeho začátků v Madridu.

## Filmografie
- 1984 - Dialóg s časom
- 1985 - Skladnícky labyrint
- 1985 - Saso
- 1987 - Jazda na špici
- 1988 - Sestrička
- 1991 - Stanislav Babinský – život je nekompromisný bumerang
- 1991 - Telo
- 1994 - Dom Malinovských
- 1998 - Život sestry Zdenky
- 2001 - Motív tisícročí
- 2003 - Gan Eden
- 2013 - Štvorec v kruhu alebo život medzi únikmi